# Hans von Wolzogen (Schriftsteller)

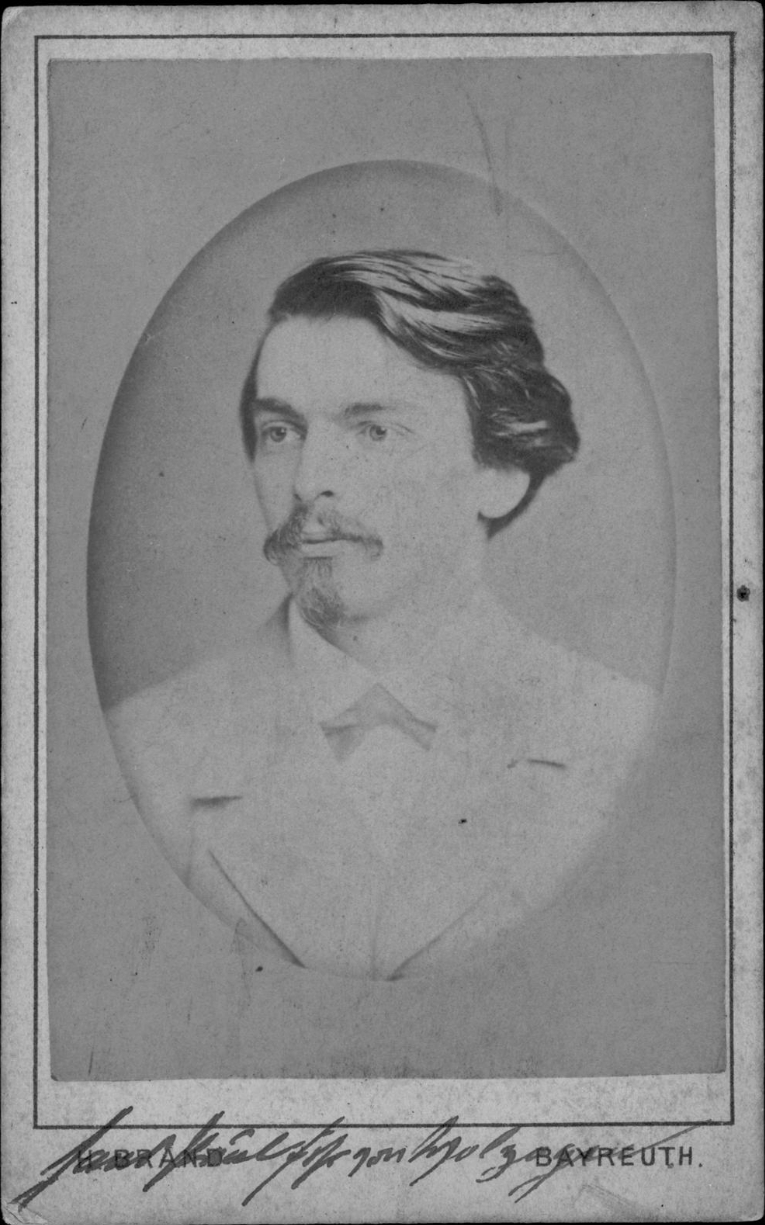
Eigenhändig signierte Fotografie Hans von Wolzogens

Hans Paul Freiherr von Wolzogen  (* 13. November 1848 in Potsdam; † 2. Juni 1938 in Bayreuth) war ein deutscher völkischer und antisemitischer Literat, Redakteur, Librettist und Herausgeber.

## Kindheit
Hans Paul von Wolzogen wurde am 13. November 1848 in Potsdam geboren. Sein Vater, Alfred von Wolzogen, war Hof-Theaterintendant in Schwerin; seine Mutter war eine Tochter des berühmten Baumeisters Karl Friedrich Schinkel. Sie starb, als ihr Sohn zwei Jahre alt war.
Bereits in der Schule interessierte er sich besonders für Dichtung, Musik und das Theater. Er heiratete 1872 Mathilde Friederike Theodore von Schöler (* 11. Oktober 1851), eine Tochter des Generals August von Schoeler. Auf seiner Hochzeitsreise kam er zum ersten Mal nach Bayreuth, wo kurz zuvor, am 22. Mai, die Grundsteinlegung für das Bayreuther Festspielhaus Richard Wagners stattgefunden hatte.

## In Bayreuth

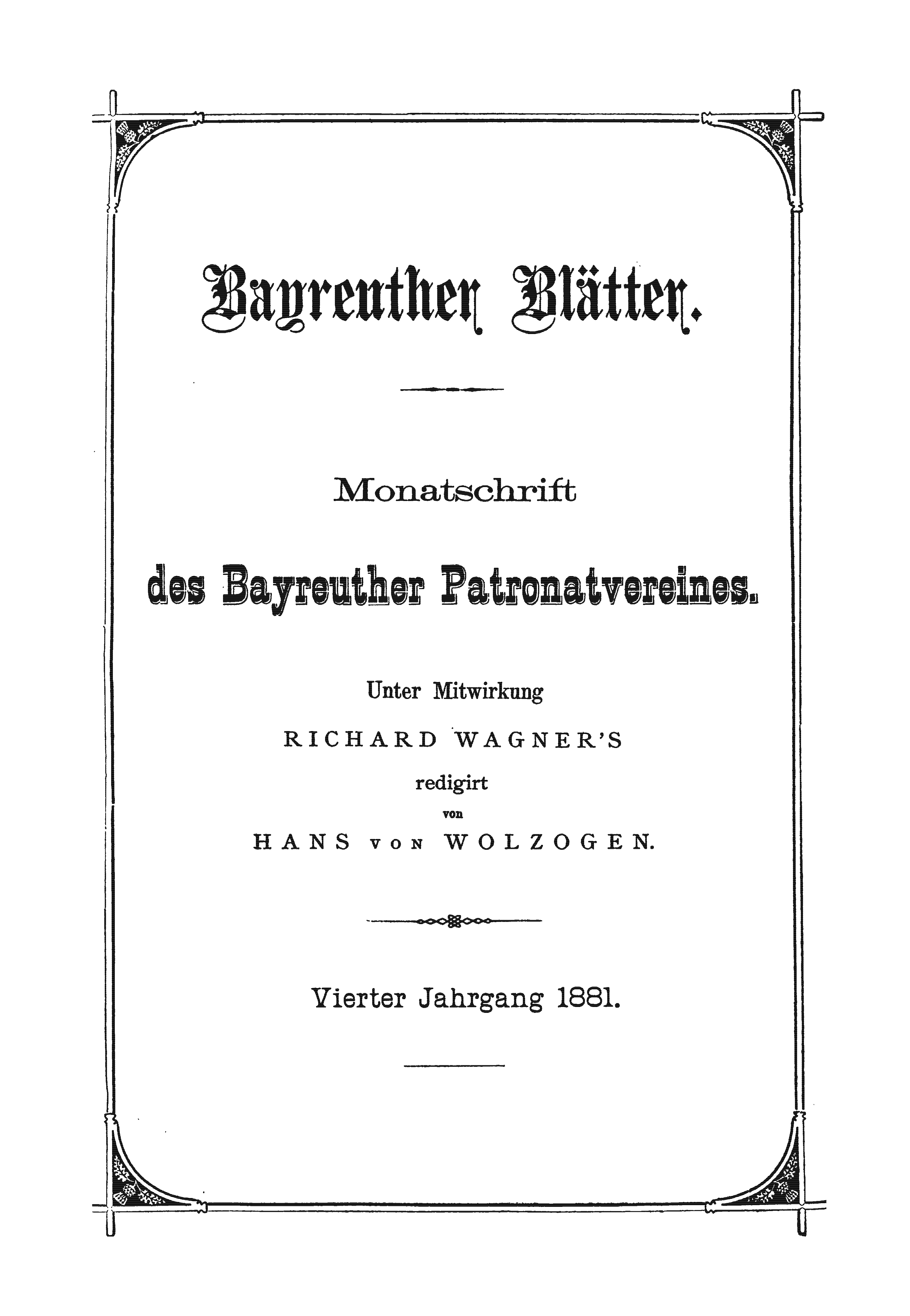
Titelblatt der von Hans von Wolzogen herausgegebenen Bayreuther Blätter

1877 wurde er von Richard Wagner nach Bayreuth geholt, wo er von 1878 bis 1938 die Zeitschrift Bayreuther Blätter zunächst redigierte und herausgab. Er wohnte ab 1878 in der Schillerstraße, unweit von Wagners Haus Wahnfried.
Richard Wagner, von dem die Idee für die Zeitschrift ausgegangen war, sah in den Bayreuther Blättern eine Zeitschrift zur Verständigung über die Möglichkeiten einer deutschen Kultur.
Die Zeitschrift entsprach der Kunst- und Lebensanschauung Richard Wagners, hier wurden u. a. dessen letzte Aufsätze erstmals veröffentlicht. Wagner bedauerte zeitweise, Wolzogen nach Bayreuth berufen zu haben, da er sich genötigt fühlte, ihn beschäftigen zu müssen und Aufsätze für die Zeitschrift zu verfassen.
Nach Wagners Tod entwickelte sich Wolzogen zu einer zentralen Figur des sogenannten „Wahnfried-Kreises“, der das Werk Wagners mit pseudoreligiöser Bedeutung aufzuladen versuchte.
Wolzogen war Leiter des Allgemeinen Richard Wagner Vereins.
Am 19. Dezember 1928 gehörte Wolzogen zu den Unterzeichnern des Gründungsmanifestes des völkisch gesinnten, antisemitischen Kampfbunds für deutsche Kultur. Während der Zeit des Nationalsozialismus schrieb Wolzogen im März 1936 in der Zeitschrift für Musik einen Beitrag, in dem er Hitler „als Verkörperung des völkischen Geistes“ feierte und mit Richard Wagner verglich.

## Literarische Arbeit
Als Literat schrieb Wolzogen eine Biographie über Wagner und religiöse Aufsätze. Des Weiteren gab er ein Buch heraus, das von dem Dichter Wilhelm Raabe erzählt und den Titel Raabenweisheiten trägt. Er soll den Begriff „Leitmotiv“ zur Beschreibung von charakterisierenden Tonfolgen in Wagners Werken geprägt haben, die Personen oder Vorgänge in Erinnerung rufen und symbolisieren. Als Librettist wirkte Wolzogen für Hans Sommer (Saint Foix, UA 1894, Der Meermann, UA 1896, Münchhausen – zusammen mit Ferdinand Graf Sporck und Hans Sommer –, veröffentlicht 1897, und Augustin, veröffentlicht 1899) und Eugen d’Albert (Flauto solo, UA 1905). Um 1900 erschien seine Übertragung der Edda in der Universal-Bibliothek des Leipziger Reclam-Verlags. Außerdem schrieb er 1891 die Dichtung Schloss der Herzen nach Gustave Flauberts 1881 erschienenem Château des cœurs, für die wiederum Hans Sommer die Bühnenmusik komponierte.
1912 veröffentlichte er einen Nachruf auf die Salonnière Marie Gräfin Schleinitz, mit der er sein Faible für Wagner geteilt hatte.
Sein Buch Deutscher Jesusglaube (Verlag Deutsche Christen, Weimar 1938) wurde in der Sowjetischen Besatzungszone auf die Liste der auszusondernden Literatur gesetzt.

## Werke
- Beovulf (Bärwelf). Das älteste deutsche Heldengedicht. Reclam, Leipzig ca. 1872 (Digitalisat)
- Richard Wagner und die Tierwelt. Auch eine Biographie. Verlag von H. Hartung & Sohn, Leipzig 1890.
- Erinnerungen an Richard Wagner. Ph. Reclam jun., Leipzig [ca. 1890].
- Beowulf – Gudrun. Mit Federzeichnungen von Franz Stassen. Verlagsanstalt für Vaterländische Geschichte und Kunst, Berlin 1920.
- Die Edda, Germanische Götter- und Heldensagen. Erster Band: Göttersagen. Mit 48 Federzeichnungen von Franz Stassen. Verlagsanstalt für Vaterländische Geschichte und Kunst, Berlin 1919.
- Die Edda. Götterlieder und Heldenlieder. Aus dem Altnordischen. Philipp Reclam jun., Leipzig (ca. 1875) Digitalisat